# Juan de Dios Jurado
Juan de Dios Jurado Zafra (Mancha Real, 9 de abril de 1981) es un atleta español, especializado en la disciplina de medio fondo de los 800 metros. Formado en el Club de Atletismo Caja de Jaén, en el año 2007 ingresó en el Club Atletismo Adidas. Fue entrenado hasta 2008 por Juan David de la Casa.
Su logros más destacados son el tercer puesto que obtuvo en el Campeonato de Europa de atletismo en pista cubierta de 2005, celebrado en Madrid entre el 4 y 6 de marzo, y el quinto puesto en el Campeonato del Mundo de atletismo en pista cubierta de 2006, celebrado en Moscú entre el 10 y el 11 de marzo, con una marca de 1:47.38, su mejor marca personal en pista cubierta.
Obtuvo su mejor marca absoluta en la disciplina de 800 m en junio de 2006 en Huelva, siendo ésta de 1:45.42.
Ha sido cinco veces Campeón de España de 800 m, dos de ellas en  categoría absoluta. Además, posee el récord de España de 600 m (1:16.02, conseguido en 2006 en Andújar) y el de 4x800 m (7:16.99, en 2006 en Rieti).

## Mejores marcas personales

### Aire libre
| Prueba               | Tiempo  | Año  | Lugar             | Anotaciones                                    |
| -------------------- | ------- | ---- | ----------------- | ---------------------------------------------- |
| 400 metros lisos     | 47.65   | 2005 |                   |                                                |
| 600 metros lisos     | 1:16.02 | 2006 | Andújar (Jaén)    | Récord de España                               |
| 800 metros lisos     | 1:45.42 | 2006 | Huelva            |                                                |
| 1000 metros lisos    | 2:27.07 | 2002 |                   |                                                |
| 1500 metros lisos    | 3:43.91 | 2004 | Avilés (Asturias) |                                                |
| 4 x 800 metros lisos | 7:16.99 | 2006 | Rieti (Italia)    | Récord de España con Quesada, Cerezo y Barrios |